# Марк Антоний Зенон
Марк Антоний Зенон (на латински: Marcus Antonius Zeno, на гръцки: Μᾶρκος Ἀντώνιος Ζήνων) e политик и сенатор на Римската империя през 2 век. Произхожда от знатния римски род Антонии.
Управител е (legatus Augusti pro praetore Thraciae) на провинция Тракия по времето на император Антонин Пий през 144 г. и по-общо между 140 и 148 г. От този период е останал негов надпис от Кабиле. Участва в издаването на монетни емисии чрез градските управи на Перинт (дн. Ерегли), Никополис ад Иструм (дн. с. Никюп) (начало на монетосеченето за града, по това време част от провинция Тракия) и Филипопол (дн. Пловдив), като за първи път в монетосеченето на града се появява името на провинциален управител.
Неговата дъщеря Антония (* ок. 140) се омъжва за Луций Вирий (* ок. 140 г.) и има син Вирий Луп, управител на римската провинция Британия през 197 г.
През 148 г. той е суфектконсул заедно с Гай Фабий Агрипин.